# لغات بابوا

توزيع اللغات البابوية باللون الأحمر.

يطلق اسم لغات البابوا Papuan Languages على مجموعة كبيرة من اللغات المنتشرة في منطقة غينية الجديدة، إلى الشمال من أستراليا، موزعة ما بين جزر آلور والهالماهيرا وتيمور غرباً، ومجموعة جزر سانتا كروز شرقاً. يبلغ مجموع هذه اللغات نحو 700 لغة. في البداية كانت تسمية البابوا تطلق على هذه اللغات لتمييزها من اللغات الأسترالية أو الأسترونيزية Austronesian إذ كان يُعتقد بأنه لا توجد أي صلة بين هذه اللغات.
تقسم لغات البابوا إلى مجموعتين كبيرتين، تضم الأولى نحو 500 لغة، وتؤلف ما يعرف بمجموعة لغات وسط غينيا الجديدة، وتنتشر هذه اللغات في المناطق الداخلية والهضاب، وقد أظهرت الدراسات الحديثة أنه كان لهذه المجموعة أصل مشترك. أما لغات المجموعة الثانية البالغ عددها نحو 200 لغة فتنتشر في المناطق الساحلية والجزر، وتعرف بمجموعة اللغات الأسترونيزية، ولا يعرف الكثير عن أصلها. وفي الواقع يتراوح عدد الناطقين بكل لغة من هذه اللغات بين بضع مئات وبضعة آلاف واللغة الأكثر انتشاراً هي لغة الإنغا Enga التي يتكلمها نحو مئة وثلاثين ألف شخص.
وبوجه عام، يمكن تمييز إحدى وعشرين مجموعة لغوية في لغات البابوا المعروفة، ثمانٍ منها مجموعات لغوية صغيرة يراوح عدد لغات كلٍّ منها ما بين لغتين وست لغات، وهناك ست مجموعات لغوية تؤلف ما يعرف بأكبر مجموعة لغوية في وسط غينية الجديدة. وهذه المجموعات هي: مجموعة لغات هضاب شرقي غينية الجديدة ومجموعة لغات فينسترـ هوون Finisterre-Huon Phylum ومجموعة لغات وسط وجنوبي غينية الجديدة ومجموعة لغات هضاب غربي غينية الجديدة ومجموعة لغات جنوبي شرقي غينية الجديدة ومجموعة لغات مادانغ Madang Phylum. كما توجد مجموعات لغوية أخرى تابعة للغات البابوا مثل مجموعة إنغا وغيرها. وهناك أيضاً بعض لغات البابوا التي يصعب تصنيفها بسبب تأثر كل منها بالأخريات من جهة، وباللغات الأسترونيزية من جهة أخرى. ومع أن معظم لغات البابوا لم تتمتع بأهمية دولية لكونها لغات محلية فإن بعضها احتل مكانة ثقافية بارزة، وذلك لأن البعثات الدينية التبشيرية استخدمتها، مما أسهم في اتساع نطاق انتشارها وسمو منزلتها.

## الخصائص النحوية والصوتية والمعجمية
وقد عنيت الأبحاث اللغوية بدراسة الخصائص النحوية والصوتية والمعجمية لهذه اللغات بعد تصنيفها. ففي مجال القواعد يمكن القول إن معظم لغات البابوا ذات نظم قواعدية ونحويّة بالغة التعقيد، فصيغة الفعل، مثلاً، تُظهر تنوعاً كبيراً في التطابق العددي مع الفاعل، ويلاحظ وجود أشكال مختلفة من التطابق في التذكير والتأنيث، كما أن هذه الصيغة تُظهر كثيراً من خصائص كل من الفاعل والمفعول به إضافة إلى أنها تُعبِّر عن زمن الفعل أو الحدث وحالته، وبعض الظروف المتعلقة بحدوثه. وبوجه عام يمكن استخدام نوعين من صيغ الأفعال، فهناك الصيغة العادية، وتستخدم في الجمل ذات الفعل الواحد، وهناك الصيغة الخاصة، وتستخدم في الجمل التي تحتوي على أكثر من فعل. أما من حيث النظام الصوتي في لغات البابوا، فهناك تنوعٌ معقد في استخدام الأصوات، إذ يتم استخدام أنظمة صوتية تعتمد على النغمة tone والنبرة stress لتحديد المعنى، وأي تغيير في نغمة الصوت يؤدي إلى تغيير في المعنى، كما أن هذه الأنظمة الصوتية تتداخل مع أنظمة النبر وطول المقطع الصوتي بطريقة معقدة.
وأخيراً يلاحظ أن هذه اللغات تتصف باستخدام أنواع من الاسم قد تصل إلى عشرة أو أكثر. كما تشهد هذه اللغات تنوعاً كبيراً في استخدام الأرقام وأسماء الإشارة وحالات الإعراب. لقد أظهرت الأبحاث اللغوية أنه يوجد اختلاف وتنوع كبيران في استخدام المفردات بين هذه اللغات إلى حد يصبح من المتعذر معه أحياناً تمييز اللغات الفصحى من اللهجات العامية.